# Kârttikeya
Pour les articles homonymes, voir Murugan (homonymie).
Dans l'hindouisme, Kârttikeya, aussi Kumara, Murugan, Skanda, Guha (du sanskrit, skanda, « émettre »), est le dieu de l'armée divine (son épouse et shakti est Devasenâ), présenté, selon une des légendes sur sa naissance, comme le fils de Shiva et Pârvatî,.
Éternel adolescent (kumâra), il était vénéré sous les Gupta dans l'Inde du Nord où il était la divinité tutélaire des Chalukya. Il est surtout populaire en Inde du Sud, où il est connu sous le nom tamoul de Murugan (le garçon).
Les premières références à Kârttikeya dans la littérature sanskrite remontent au Ier millénaire av. J.-C. Il y est fait allusion dans l‘Arthashastra de Kautilya sous le nom de Subrahmanya ; dans les ouvrages de Patanjali ; dans le poème épique Kumarâsambhava et dans l'Atharva-Veda ; à trois reprises, aussi, dans le Mahâbhârata ; enfin, le plus long des Purâna, le Skanda Purana, lui est intégralement dédié. Son culte constituait l'une des six principales sectes de l'hindouisme du temps d'Adi Shankara (début du IXe siècle).

## Origine et épiclèses

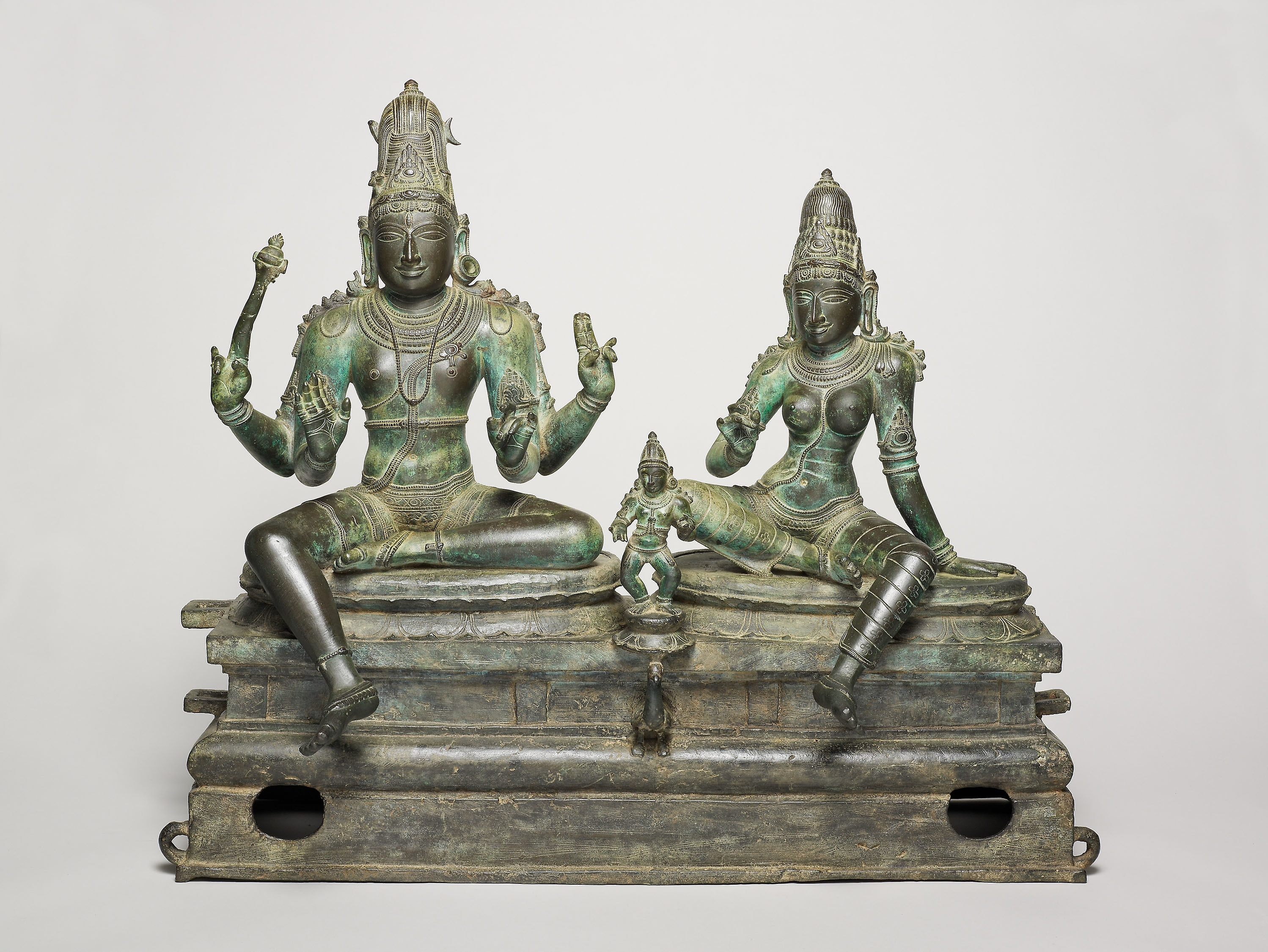
Shiva et Pârvatî avec leur fils Kârttikeya. Artiste inconnu, réalisation entre 1350, Art Institute of Chicago.

Il est appelé Murugan, மு௫கன் en tamoul. Il est également connu sous les noms de Subrâhmanya, Shanmukha, Pāvaki, Saravanan « bois de roseaux », Velan « le porteur d'épieu », Seyyon « le rouge ».
Pour Jean Haudry, fils des feux divins Shiva et Pârvatî, son autre nom śākha- tire son origine de *khākh-o- « branche mâle », *khākh-ā- « branche femelle » désignant les deux parties principales d'un foret à feu.

## Légendes
La naissance de Kârttikeya est le fruit d'un vœu. Alors que le monde était en proie aux démons, les dieux, débordés, demandèrent à Shiva et Parvati d'avoir un fils pour diriger l'armée divine, car seul un fils de Shiva et Parvati pouvait venir à bout du mal. Il aurait été conçu lors du retour de Pârvatî auprès de Shiva, après une longue ascèse par laquelle elle avait obtenu le blanc teint auquel elle doit son nom de Gauri.
Kârttikeya est souvent considéré, dans les textes, comme le fils du seul Shiva, contrairement à Ganesha, son demi-frère, qui n'est fils que de Pârvatî. En effet, la puissance de Shiva et de Pârvatî est telle qu'elle fait redouter celle que pourrait avoir leur progéniture ; aussi pareille conception est-elle le plus souvent évitée.
À la suite de cette requête des dieux en vue de libérer le monde des démons, Shiva aurait laissé échapper sa semence, qui fut ensuite récoltée par Agni, le dieu du feu. Cette semence était cependant si brûlante que le feu lui-même ne pouvait la contenir, et il la versa dans le Ganga (Gange, la rivière céleste), qui n'était alors pas encore incarné sur Terre. De ce fait, Agni et Gangâ sont parfois considérés comme les parents de Karttikeya. Gangâ n'étant pas très maternelle, Kārttikeya passe pour avoir eu de nombreuses nourrices, parfois les sept Mâtrikâ, parfois les sept Krittikâ, personnifications de la constellation de la Pléiade à qui il doit son nom de Kārttikeya. Le nombre important de ses nourrices lui vaut parfois d'être représenté avec six têtes pour téter chacune d'elles. En outre, Kârttikeya naît systématiquement de façon extra-utérine, que ce soit au sein de Gangâ ou aux sommets de six ou sept montagnes différentes.
À la suite de sa naissance, il sera nommé général de l'armée des dieux et écrasera les démons menés par Surapadma. Sa force extrême a, avant tout, été fécondée pour stabiliser le monde. Les six lieux où Kârttikeya a séjourné tandis qu'il menait son armée sont Tiruttani, Svamimalai, Palani, Pazhamudirsolai, Tirupparamkunram, Tiruchendur. Sur tous ces lieux se dressent d'anciens temples, encensés par quelques poèmes tamouls.
Dans le livre XIII du Mahâbhârata, la naissance de l'or est expliquée par une version de la naissance de Kârttikeya. « [ch. 84 v. 70] Par son éclat, comme sous l'effet des rayons du soleil, tout ce qui l'entoure, sur la terre ou sur les montagnes, de partout, semble transformé en or. [...] [v. 75] L'enfant au grand éclat né de Pâvaka [Agni] et de Gangâ grandit dans une forêt de bambous et devint merveilleux à voir. Les Krittikâ aperçurent cet enfant qui avait l'éclat du soleil naissant et le nourrirent avec tendresse et flots de lait. Et pour cela il est Kârttikeya [littéralement « Fils des Krittikâ »]. Pour la semence émise, il est Skanda, et pour son enfance secrète, Guha [Caché]. Ainsi l'or naquit comme enfant de Jâtavedas [Agni]. C'est pourquoi l'or est le plus bel ornement, même pour les dieux. » Skanda est la « descendance du feu », et ce feu est selon le mythe à l'origine de l'or.
Kârttikeya est parfois identifié à des qualités comme Rudra ; il est alors considéré comme un dieu de l'énergie solaire sous le nom de Nîlalohita.
Les femmes sont exclues de son culte à cause de son abstinence rigoureuse. Skanda est de même l'un des anachorètes les plus radicaux parmi les différentes déités hindoues. S'il a une femme en la personne de Devasenâ, c'est uniquement parce qu'Agni avait promis à cette dernière un époux fort pour la protéger. La naissance de Kārttikeya est également le thème d'une pièce de Kâlidâsa, le Kumarâsambhava.

### Symbolique du mythe[14]

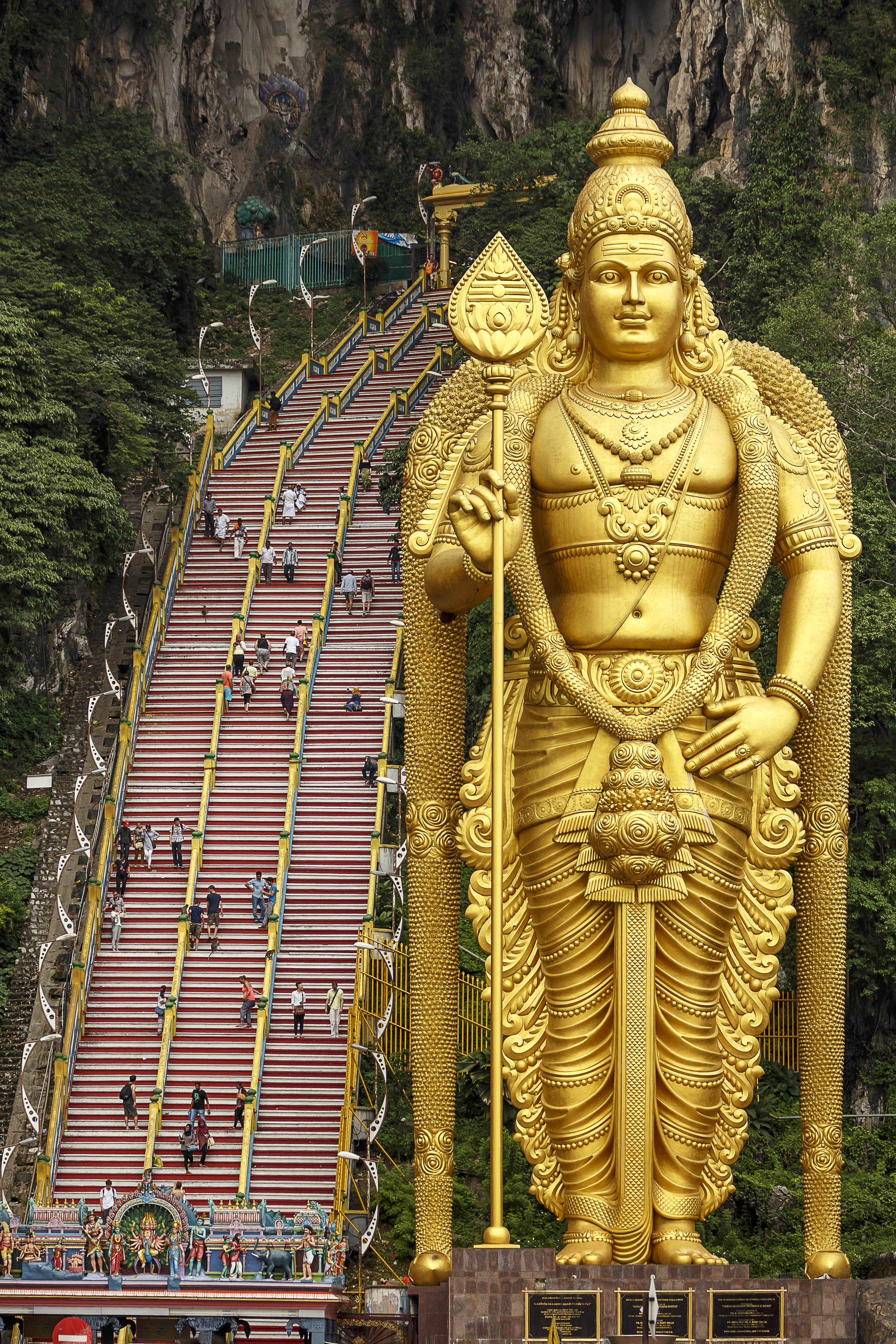
Entrée des grottes de Batu en Malaisie, avec la statue de Murugan, de 42,7 mètres de haut, et l'escalier conduisant aux grottes.

Kârttikeya apparaît beaucoup plus souvent dans sa naissance que dans ses gestes — On pourrait presque dire que la geste de Kârttikeya est une obstétrique, une force d'accouchement et principalement cela, apportant le fruit (pazham) de toute sagesse et de toute connaissance pouvant permettre de vivre à l'écart en ascète. Ainsi, il est le messager muet du grand précepte : « Renoncez à tout pour m'atteindre ». Mais parfois, le jeune dieu est également chanté pour ses victoires couplées à sa frugalité. — Dans cette naissance, il y a des éléments récurrents : la multiplicité des mères, parfaitement supplétives, ainsi que, — certes dans une moindre mesure, — des pères ; la fécondation extra-utérine ; et une force démesurée, si gigantesque qu'une fois incarnée elle prend les formes les plus extrêmes (six têtes, douze bras, etc.). Kârttikeya représente ainsi, systématiquement, l'irruption du sacré dans la réalité. Le mythe consiste, par ailleurs, bien souvent à intégrer dans la réalité une force sacrée pour expliquer certains phénomènes ; Skanda peut être, dans cette perspective, vu comme un paradigme métempirique du mythe.

### Inventaire des versions
- Dans le troisième livre du Mahabhârâta, Kârttikeya a pour père Agni et pour mère Svaha, — ayant alors pris l'apparence de six des sept Krittikâ. La semence se rassemble, pour la formation du jeune dieu, au faite de la montagne Shveta.
- Dans le neuvième livre, Janamejaya s'interroge : « comment Skanda réalisa-t-il un grand carnage de démons » ? Vaishampâtana lui répond qu'un jour, Shiva émit de sa semence, qu'elle tomba dans le feu, mais qu'Agnî ne put la retenir. Gangâ recueillit alors cette semence, et une fois Skanda formé, il fut allaité par les sept Krittika, dans une forêt de bambou ; celles-ci peuvent donc être considérées comme ses mères dans cette version (« [ch. 42 v. 12] Il comprit leur envie d'être mères, et but leur lait de ses six bouches. »).
- La version du treizième livre, narrée par Yudhishthira, y est très semblable : son père est Shiva, et la fécondation se déroule au sein de Gangâ. Cependant, Agni a un rôle plus important vu qu'il y « engendre avec Gangâ ».
- La version des Purâna est identique à celle du neuvième livre du Mahâbhârata, avec toutefois une précision supplémentaire, très importante : il y est explicité que Pârvatî est à l'origine de l'éjaculation de Shiva.

À compléter.

## Iconographie

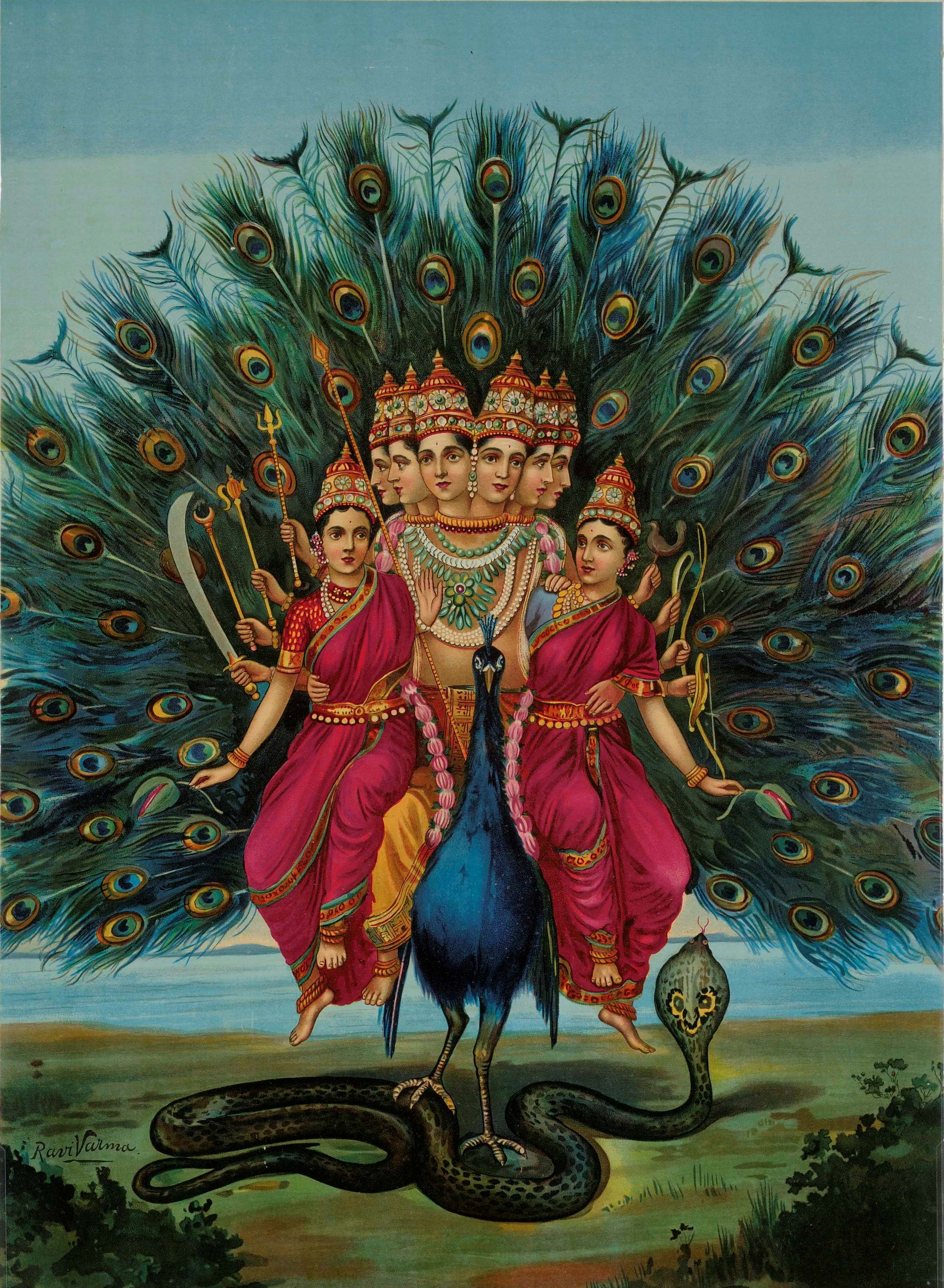
Shri Shanmukha Subramania Swami par Ravi Varmâ : le dieu est représenté avec six têtes, assis sur le paon Paravāni.

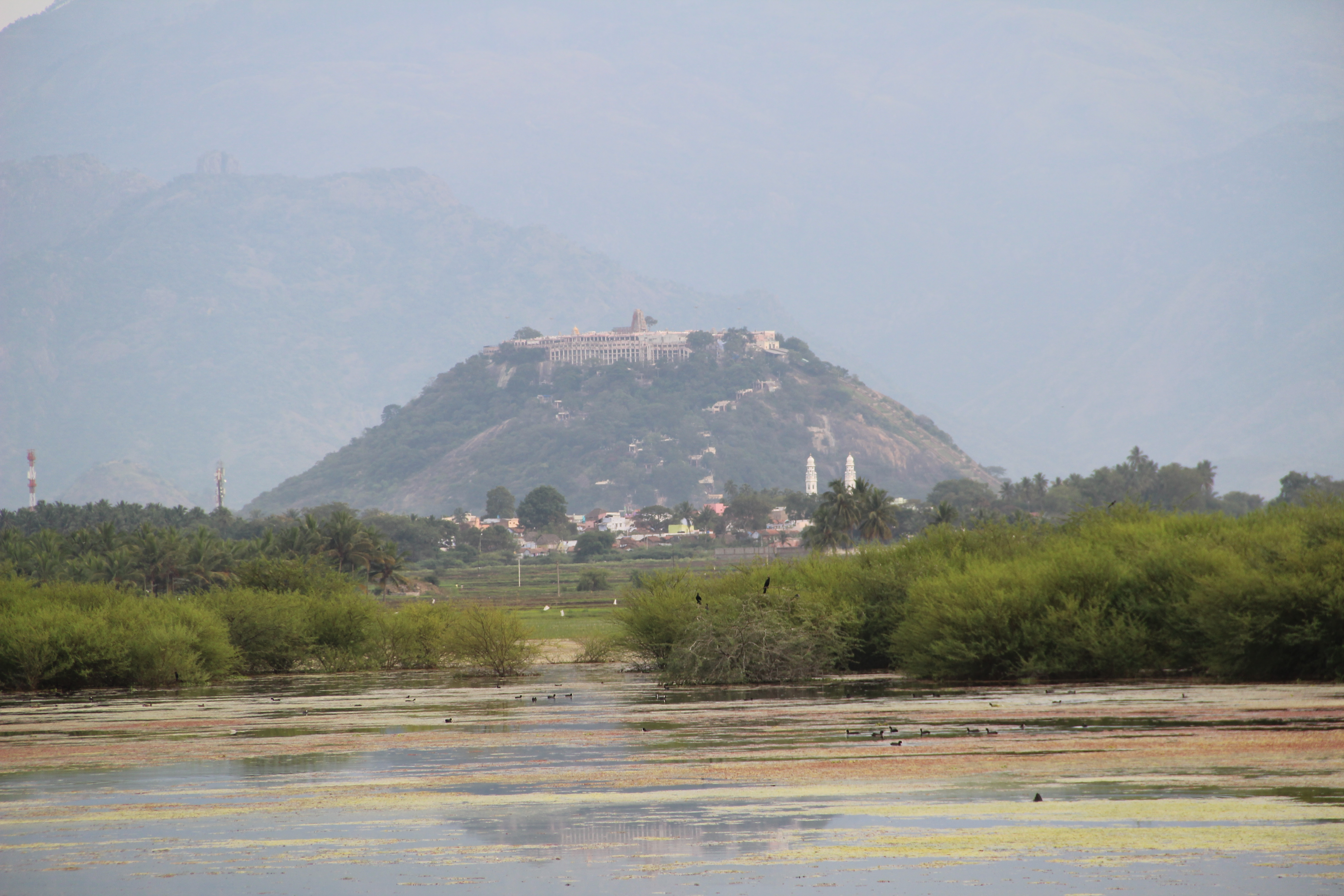
Le temple de Palani dans le Tamil Nadu dédié à Murugan.

Kârttikeya, dont la force est immense, est représenté avec une ou six têtes, habillé d'un vêtement généralement rouge. La forme polycéphale, plus rare, est spécifique de l'Inde du sud et il est alors pourvu de douze bras. L'une de ses armes est une javeline-boomerang qui ne rate jamais sa cible. Dieu éternellement jeune, il est caractérisé par sa coiffure juvénile à trois mèches appelée triśira.
Il est représenté debout ou assis sur sa monture ou vâhana, le paon tueur de serpents nommé Paravāni (l'année), symbole de l'abstinence sexuelle qui débarrasse des poisons de l'esprit. (Dans le hatha yoga, le pouvoir de l'abstinence sexuelle porte le nom de Skanda). Il est parfois accompagné de sa parèdre, Devasenâ, personnification de l'armée divine. Dans l'iconographie et les croyances méridionales, il peut être également accompagné d'un coq, qui figure comme emblème sur son oriflamme (le कुक्कुटध्वज (Kukkuṭadhvaja) en sanskrit ou சேவல் கொடி (Seval kŏḍi) en tamoul, le « Drapeau au coq »).
De manière exceptionnelle, quasiment limitée au bronze Chola, il est représenté en train de danser. Cette danse est rarement représentée en dehors du Tamil Nadu.

## Kârttikeya dans d'autres cultures
- Culture chinoise : Weituo
- Culture japonaise : Kumara-ten, Idaten
- Culture du Sri Lanka : Kataragama, Kathirkaman
- Culture tamoule (Tamil Nadu, Malaisie, Indonésie...) : Murugan